# 薩姆納鎮區 (北卡羅萊納州吉爾福德縣)
薩姆納鎮區（英語：Sumner Township）是位於美國北卡羅萊納州吉爾福德縣的一個鎮區。

## 地方資料
薩姆納鎮區的面積為79.00平方千米，皆為陸地。根據2020年美國人口普查的數據，當地共有人口10058人，而人口密度為每平方千米127.32人。